# Guajira (telenovela)
Guajira é uma telenovela colombiana produzida pela RCN Televisión e exibida pelo Canal A, cuja transmissão ocorreu em 1996.

## Elenco
- Guy Ecker.... Helmut Heidenberg
- Sonya Smith.... Sonia Arbeláez
- Rafael Novoa.... Felipe Uribe
- Carolina Sabino.... Úrsula Epieyú
- Luis Fernando Ardila.... David #1
- Ismael Barrios.... Meyo
- Manuel Busquets.... David #2
- Marisela González.... María
- Kika Child.... Natalia
- Myriam De Lourdes.... Josefina
- Constanza Duque.... Marina de Arbeláez
- Yuldor Gutiérrez.... Tulio
- Eloísa Maestre.... Lina María de Gómez
- Edgardo Román.... Avelino "El Cacique Ipuana"
- Pilar Uribe.... Cindy
- Carlos Humberto Camacho
- Rafael Cardoso....Alejo
- Julio Echeverri.... Robert Fajardo
- Alcira Gil.... Edith
- Herbert King.... Rafael Pineda
- Franky Linero.... Tom
- Lizeth Mahecha
- Andrés Martínez
- Carminia Martínez
- Andrea Quejuán.... Remedios
- Germán Quintero.... Roberto Gómez
- Julián Román.... Ramón
- Jennifer Steffens.... Anabel de Pugliese
- Katherie Vélez.... Mónica de Fajardo